# Марангон, Лучано
Лучано Марангон (итал. Luciano Marangon; род. 21 октября 1956, Куинто-ди-Тревизо, Италия) — итальянский футболист, защитник.

## Клубная карьера
Марангон является воспитанником футбольной школы клуба «Ювентус» и сезоне 1974/75 был включён в основной состав того же клуба, но не сыграл ни в одном матче.
В 1975 году перешёл в клуб «Виченца», где стал игроком основного состава, а команда смогла выйти в Серию A. В 1980 году перешёл в «Наполи», где сыграл в 26 матчах, а ещё через год в «Рому».
В 1982 году стал игроком клуба «Эллас Верона». В этой команде в течение трёх сезонов был одним из основных защитников. В последнем своём сезоне в команде помог ей завоевать первый в её истории титул чемпиона Италии.
В 1985 году перешёл в клуб «Интернационале», где в 1987 году завершил карьеру футболиста.

## Карьера в сборной
В 1982 году Марангон провёл свой единственный матч в составе национальной сборной Италии.